# Corydoras gladysae
Corydoras gladysae är en fiskart som beskrevs av Calviño och Jose Alvarez Alonso 2010. Corydoras gladysae ingår i släktet Corydoras och familjen Callichthyidae. Inga underarter finns listade i Catalogue of Life.